# 生駒郡

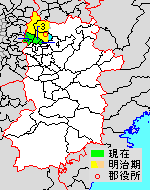
奈良県生駒郡の範囲（1.平群町 2.三郷町 3.斑鳩町 4.安堵町 水色：後に他郡から編入した区域）

生駒郡（いこまぐん）は、奈良県の郡。
人口74,315人、面積51.27km²、人口密度1,449人/km²。（2025年2月1日、推計人口）
以下の4町を含む。
- 平群町（へぐりちょう）
- 三郷町（さんごうちょう）
- 斑鳩町（いかるがちょう）
- 安堵町（あんどちょう）

## 郡域
1897年（明治30年）に行政区画として発足した当時の郡域は、上記4町のほか、下記の区域にあたる。
- 生駒市の全域
- 奈良市の一部（概ね佐保台西町、佐紀町、二条大路南、北新町、三条大路一丁目、四条大路一丁目、尼辻町、南新町、五条町、六条町、西ノ京町、七条町[1]以西）
- 大和郡山市の一部（野垣内町、高田町、本庄町、杉町、番条町、伊豆七条町、八条町以西）

## 歴史
- 明治30年（1897年）

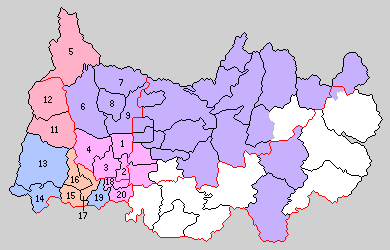
1.郡山町 2.筒井村 3.片桐村 4.矢田村 5.北倭村 6.富雄村 7.平城村 8.伏見村 9.都跡村 11.南生駒村 12.北生駒村 13.平群村 14.三郷村 15.竜田町 16.法隆寺村 17.富郷村 18.本多村 19.安堵村 20.平端村（紫：奈良市 桃：大和郡山市 赤：生駒市 橙：斑鳩町 青：合併なし）

  - 4月1日 - 郡制の施行のため、添下郡・平群郡の区域をもって生駒郡が発足。（2町17村）
    - 旧・添下郡（1町8村） - 郡山町、筒井村、片桐村、矢田村（現・大和郡山市）、北倭村（現・生駒市）、富雄村、平城村、伏見村、都跡村（現・奈良市）
    - 旧・平群郡（1町9村） - 南生駒村、北生駒村（現・生駒市）、平群村（現・平群町）、三郷村（現・三郷町）、竜田町、法隆寺村、富郷村（現・斑鳩町）、本多村（現・大和郡山市）、安堵村（現・安堵町）、平端村（現・大和郡山市）

  - 8月1日 - 郡制を施行。郡役所が郡山町（現・大和郡山市役所）に設置。
- 大正10年（1921年）2月11日 - 北生駒村が町制施行・改称して生駒町となる。（3町16村）
- 大正12年（1923年）4月1日 - 郡会が廃止。郡役所は存続。
- 大正15年（1926年）7月1日 - 郡役所が廃止。以降は地域区分名称となる。
- 昭和10年（1935年）2月11日 - 本多村・平端村が合併して昭和村が発足。（3町15村）
- 昭和15年（1940年）11月3日 - 都跡村が奈良市に編入。（3町14村）
- 昭和16年（1941年）3月10日 - 筒井村が郡山町に編入。（3町13村）
- 昭和22年（1947年）2月11日 - 竜田町・法隆寺村・富郷村が合併して斑鳩町が発足。（3町11村）
- 昭和25年（1950年）
  - 5月5日 - 片桐村が町制施行して片桐町となる。（4町10村）
  - 7月1日 - 伏見村が町制施行して伏見町となる。（5町9村）
- 昭和26年（1951年）3月15日 - 平城村が奈良市に編入。（5町8村）
- 昭和28年（1953年）
  - 4月1日 - 富雄村が町制施行して富雄町となる。（6町7村）
  - 12月10日 - 矢田村・昭和村が郡山町に編入。（6町5村）
- 昭和29年（1954年）1月1日 - 郡山町が市制施行・改称して大和郡山市となり、郡より離脱。（5町5村）
- 昭和30年（1955年）
  - 3月10日 - 南生駒村が生駒町に編入。（5町4村）
  - 3月15日 - 富雄町・伏見町が奈良市に編入。（3町4村）
- 昭和32年（1957年）3月31日（2町3村）
  - 片桐町が大和郡山市に編入。
  - 北倭村が生駒町に編入。
- 昭和41年（1966年）4月1日 - 三郷村（みさとむら）が町制施行・改称して三郷町（さんごうちょう）となる。（3町2村）
- 昭和46年（1971年）
  - 2月1日 - 平群村が町制施行して平群町となる。（4町1村）
  - 11月1日 - 生駒町が市制施行して生駒市となり、郡より離脱。（3町1村）
- 昭和61年（1986年）4月1日 - 安堵村が町制施行して安堵町となる。（4町）

### 変遷表
| 明治22年以前 | 旧郡          | 明治29年3月29日 | 明治29年 - 昭和19年             | 昭和20年 - 昭和29年                | 昭和30年 - 昭和63年              | 平成1年 - 現在 | 現在       |
| ------------ | ------------- | --------------- | ------------------------------- | ---------------------------------- | -------------------------------- | -------------- | ---------- |
|              | 平群郡        | 竜田町          | 竜田町                          | 昭和22年2月11日 斑鳩町             | 斑鳩町                           | 斑鳩町         | 斑鳩町     |
|              | 平群郡        | 法隆寺村        | 法隆寺村                        | 昭和22年2月11日 斑鳩町             | 斑鳩町                           | 斑鳩町         | 斑鳩町     |
|              | 平群郡        | 富郷村          | 富郷村                          | 昭和22年2月11日 斑鳩町             | 斑鳩町                           | 斑鳩町         | 斑鳩町     |
|              | 平群郡        | 安堵村          | 安堵村                          | 安堵村                             | 昭和61年4月1日 町制              | 安堵町         | 安堵町     |
|              | 平群郡        | 三郷村          | 三郷村                          | 三郷村                             | 昭和41年4月1日 町制              | 三郷町         | 三郷町     |
|              | 平群郡        | 明治村          | 明治29年9月1日 改称 平群村      | 平群村                             | 昭和46年2月1日 町制              | 平群町         | 平群町     |
|              | 平群郡        | 平端村          | 昭和10年2月11日 昭和村          | 昭和28年12月10日 郡山町に編入      | 大和郡山市                       | 大和郡山市     | 大和郡山市 |
|              | 平群郡        | 本多村          | 昭和10年2月11日 昭和村          | 昭和28年12月10日 郡山町に編入      | 大和郡山市                       | 大和郡山市     | 大和郡山市 |
|              | 平群郡        | 南生駒村        | 南生駒村                        | 南生駒村                           | 昭和30年3月10日 生駒町に編入     | 生駒市         | 生駒市     |
|              | 平群郡        | 北生駒村        | 大正10年2月11日 町制改称 生駒町 | 生駒町                             | 昭和46年11月1日 市制             | 生駒市         | 生駒市     |
|              | 添下郡        | 北倭村          | 北倭村                          | 北倭村                             | 昭和32年3月31日 生駒町に編入     | 生駒市         | 生駒市     |
|              | 添下郡        | 郡山町          | 郡山町                          | 昭和29年1月1日 改称市制 大和郡山市 | 大和郡山市                       | 大和郡山市     | 大和郡山市 |
|              | 添下郡        | 筒井村          | 昭和16年3月10日 郡山町に編入    | 昭和29年1月1日 改称市制 大和郡山市 | 大和郡山市                       | 大和郡山市     | 大和郡山市 |
|              | 添下郡        | 矢田村          | 矢田村                          | 昭和28年12月10日 郡山町に編入      | 大和郡山市                       | 大和郡山市     | 大和郡山市 |
|              |               | 添上郡 治道村   | 添上郡 治道村                   | 昭和28年12月10日 郡山町に編入      | 大和郡山市                       | 大和郡山市     | 大和郡山市 |
|              | 添上郡 平和村 | 添上郡 平和村   |                                 | 昭和28年12月10日 郡山町に編入      | 大和郡山市                       | 大和郡山市     | 大和郡山市 |
|              | 添下郡        | 片桐村          | 片桐村                          | 昭和25年5月5日 町制                | 昭和32年3月31日 大和郡山市に編入 | 大和郡山市     | 大和郡山市 |
|              | 添下郡        | 都跡村          | 昭和15年11月3日 奈良市に編入    | 奈良市                             | 奈良市                           | 奈良市         | 奈良市     |
|              | 添下郡        | 平城村          | 平城村                          | 昭和26年4月1日 奈良市に編入        | 奈良市                           | 奈良市         | 奈良市     |
|              | 添下郡        | 伏見村          | 伏見村                          | 昭和25年7月1日 町制                | 昭和30年3月15日 奈良市に編入     | 奈良市         | 奈良市     |
|              | 添下郡        | 富雄村          | 富雄村                          | 昭和28年4月1日 町制                | 昭和30年3月15日 奈良市に編入     | 奈良市         | 奈良市     |

## 行政
歴代郡長
| 代 | 氏名 | 就任年月日               | 退任年月日                | 備考                   |
| -- | ---- | ------------------------ | ------------------------- | ---------------------- |
| 1  |      | 明治30年（1897年）8月1日 |                           |                        |
|    |      |                          | 大正15年（1926年）6月30日 | 郡役所廃止により、廃官 |

## 平成の大合併
南隣の北葛城郡3町と合併を行い、新市を成立させる構想があったが、各自治体の芳しくない財政状況に対する懸念や、新市名（西和市）への住民感情の折り合いが付かず、破綻した。

## 著名な出身者
- 広江一也（NORAグループ創業者代表、美容師）